# 煎茶镇 (德江县)
煎茶镇，是中华人民共和国贵州省铜仁市德江县下辖的一个乡镇级行政单位。

## 行政区划
煎茶镇下辖以下地区：
煎茶社区、新场村、龙盘村、和平村、大河村、小溪村、付家村、中伙村、川岩村、石板塘村、高竹村、滚坪村、尖台村、偏岩村、重华村、潮溪村、大路村、李子村、毛田坝村和松溪村。